# 오사카부 제13구
오사카부 제13구(大阪府 第13区)는 일본의 중의원 선거구이다. 1994년 공직선거법으로 신설되었다.

## 지역
- 히가시오사카시